# Grande terremoto del Kantō del 1923
Il grande terremoto del Kantō (関東大震災?, Kantō daishinsai) colpì la pianura del Kantō, sull'isola maggiore giapponese di Honshū, la mattina del 1º settembre 1923, alle 11:58. Fu stimato che il sisma ebbe una magnitudo pari a 7,9 con l'epicentro sotto la baia di Sagami ed ipocentro a una profondità di 23 chilometri. Secondo le testimonianze, il sisma durò fra i 4 ed i 10 minuti.

## Danni del sisma

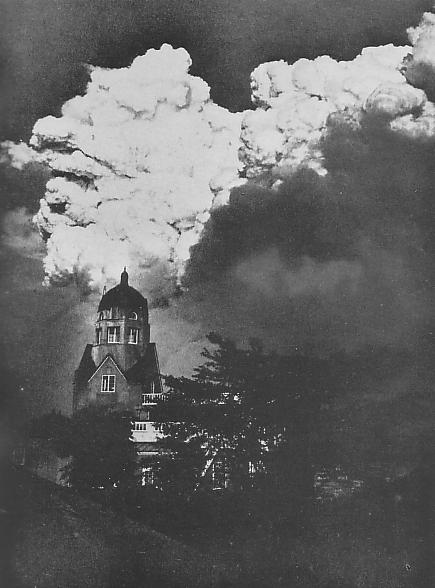
Gli incendi sul Kantō visti da una certa distanza.

Il terremoto devastò Tokyo, il porto di Yokohama e le prefetture circostanti di Chiba, Kanagawa e Shizuoka, causando grandi distruzioni in tutta la regione del Kantō. Le morti causate dal sisma sono stimate fra 100 000 e 142 000, mentre i dispersi, presumibilmente deceduti, furono 37 000.
Dato che il terremoto avvenne all'ora di pranzo, quando molte persone stavano utilizzando il fuoco per cucinare, i danni furono incrementati da incendi che divamparono in numerosi luoghi e che furono rapidamente alimentati dal violento tifone che si stava avvicinando dalla costa della penisola di Noto nel nord del Giappone.
Gli incendi provocarono la fusione dell'asfalto delle strade, intrappolando ed uccidendo molte persone che tentavano la fuga. L'episodio singolo che vide il più grande numero di morti fu l'incenerimento in un vortice di fuoco di circa 38 000 persone, radunate in uno spazio aperto a Rikugun Honjo Hifukusho, a Tokyo, e che credevano di essere ormai in salvo.
Il terremoto provocò la rottura delle condutture dell'acqua, rendendo più difficili lo spegnimento dei fuochi, che durarono due giorni, fino alla mattina del 3 settembre, quando si spensero per mancanza di combustibile. Gli incendi furono la principale causa del grande numero di vittime.
Anche lo scafo della portaerei Akagi, inizialmente nata come incrociatore e che molti anni dopo avrebbe partecipato all'attacco a Pearl Harbor, subì ingenti danni a causa del terremoto e la nave fu sottoposta ad ampi lavori di manutenzione dopo il sisma e rimessa in servizio con tre ponti di volo operativi.

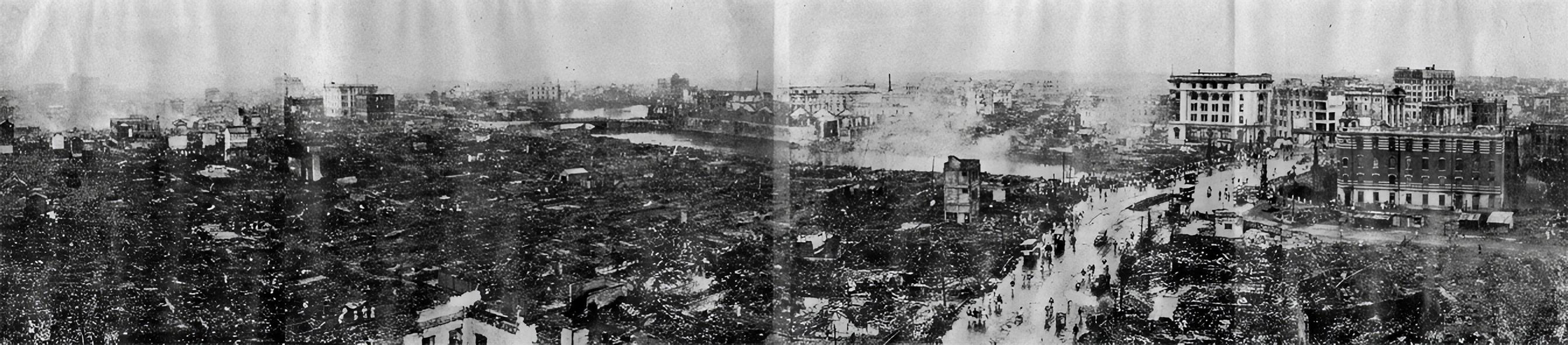
Distruzioni a Nihonbashi e Kanda visibile dal tetto del palazzo Dai-ichi Sogo, Kyōbashi.

## Violenze dopo il terremoto

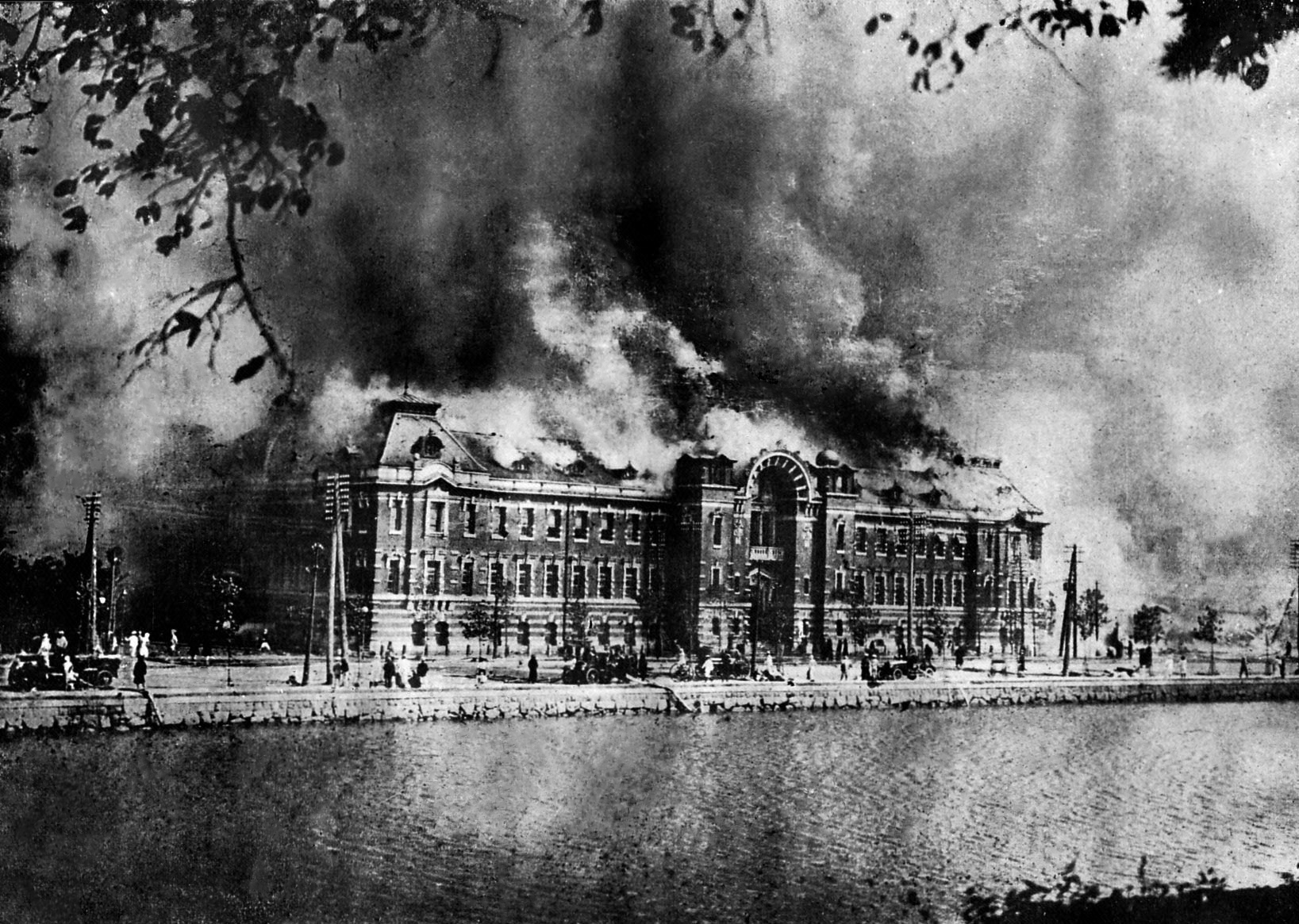
Rogo all'ufficio della polizia metropolitana di Marunouchi, vicino al Parco Hibiya.

Il panico e la confusione creatisi dopo il terremoto portò a numerose false dicerie all'interno, sia nelle regioni colpite che in quelle più lontane dall'epicentro. I giornali giapponesi pubblicarono strane storie, che riportavano la totale distruzione di Tokyo, il parlamento giapponese completamente spazzato via, l'intera regione del Kantō affondata nel mare, la distruzione dell'isola di Izu dovuta ad una eruzione vulcanica ed un enorme tsunami che avrebbe raggiunto l'entroterra fino al monte Akagi, nel lembo di terra all'estremo nord della pianura del Kantō, quasi a metà della larghezza della nazione.
Il ministro dell'interno dichiarò la legge marziale ed ordinò a tutti i comandanti della polizia di mettere la sicurezza e l'ordine alla massima priorità. Una diceria particolarmente perniciosa fu che l'etnia coreana stesse traendo vantaggio dal disastro, commettendo furti e appiccando incendi dolosi. Alcuni giornali riportarono che i coreani stavano avvelenando i pozzi. Si scatenò così una caccia al coreano: alcuni vennero cacciati, mentre molti vennero picchiati ed uccisi. Persino alcuni giapponesi, erroneamente considerati coreani per simile pronuncia e dialetto, condivisero la stessa fine.
Il numero totale di morti coreani per questo motivo è incerto: mentre il ministero degli interni parla di 231 vittime, studi indipendenti sono arrivati a contare fino a 2 500 vittime delle rappresaglie xenofobe. 362 civili giapponesi furono accusati di omicidio o tentato omicidio, ma la maggior parte di essi se la cavarono con sentenze nominali. Quei pochi che finirono in prigione furono rilasciati durante la grazia in commemorazione del matrimonio dell'allora principe ereditario Hirohito.
Dopo questa tragica esperienza, l'importanza di ottenere informazioni accurate in seguito ad un disastro naturale è stata fortemente enfatizzata in Giappone. Le guide di preparazione ai terremoti, da allora, consigliano di procurarsi una radio portatile ed utilizzarla per ottenere informazioni verificabili e veritiere nel caso di un grosso sisma.

## Conseguenze
In seguito alla devastazione causate dal terremoto a Tokyo, alcuni politici pensarono di spostare la capitale in un'altra città. Le possibili candidate erano Himeji e Gyeongseong (Keijo in giapponese, oggi Seul), che all'epoca era sotto il controllo giapponese. Dopo il terremoto, Gotō Shimpei organizzò un piano di ricostruzione di Tokyo con reti moderne di strade, ferrovie e servizi pubblici di trasporto. I parchi furono ripensati in tutta Tokyo come luoghi di rifugio, ed i palazzi pubblici furono costruiti con standard più stringenti dei privati per ospitare i rifugiati. Sul grande spiazzo dove morirono incenerite le 30 000 persone, a Rikugun Honjo Hifukusho, venne costruita un'immensa pagoda-mausoleo in cui sono sepolte, in 360 urne, le ceneri dei morti del terremoto e di un raid americano, verificatosi nel 1943 e che causò un altro spaventoso incendio.
Il 1º settembre 1960, fu instaurato il Giorno di prevenzione dei disastri, atto a commemorare i morti del terremoto e ricordare a tutti l'importanza della preparazione e nella prevenzione, siccome settembre ed ottobre sono i mesi più interessati dai tifoni. Scuole, organizzazioni pubbliche e private ospitano esercitazioni e simulazioni di terremoto. Ogni anno, in questo giorno, le scuole di tutto il Giappone fanno un minuto di silenzio nell'istante preciso di quando il terremoto successe, in memoria delle vite perse durante questo tragico evento. Ancora adesso, le misure antisismiche e precauzionali sono rigidissime, giacché la possibilità che un nuovo sisma di uguale violenza colpisca nuovamente la regione nel breve-medio periodo è alta. Tokyo, infatti, è posizionata vicino ad una faglia sottostante la penisola di Izu che, in media, vede un grande terremoto con una periodicità di settant'anni.